# Blunk
Blunk település Németországban, Schleswig-Holstein tartományban. Lakosainak száma 574 fő (2023. december 31.).

## Népesség
A település népességének változása:
| Lakosok száma | 388  | 616  | 594  | 590  | 574  | 590  | 574  |
|               | 1975 | 2014 | 2017 | 2019 | 2021 | 2022 | 2023 |